# 烟叶税
烟叶税为中国大陆的地方税，原属于农业特产税的税项。由于农业特产税于2006年2月27日废止，随2006年4月28日，国务院发布《烟叶税暂行条例》而成为新设税种，课税对象为烟叶（烤烟）生产者，税率为20％，应纳税额=烟叶收购金额×税率。